# Круковская, София Карловна
Софи́я Карло́вна Круко́вская (урождённая Софи́я-Ама́лия-Тере́за Ка́рловна Буре́; 1861, Астрахань — 2 февраля 1943, Ташкент) — русский педагог, библиотекарь, писательница и переводчица. Лютеранка, перешла в православие. Супруга Михаила Антоновича Круковского. Герой Труда (1930).

## Биография
София-Амалия-Тереза Карловна Буре родилась в 1861 году в Астрахани.
Отец — Карл Иванович Буре, эстонский немец, владелец шорно-извозного предприятия в Астрахани, сопровождал в 1857 и в 1859 годах российского сановника в Персию, племянник известного швейцарского часовщика. Мать — Елизавета Ивановна Грюнбаум, домохозяйка, в молодости была чтицей графини Екатерины Павловны Шуваловой.
У Софии было четыре сестры: Ольга — земский врач, Аделаида — фельдшер, Мария — телеграфистка.
Окончила Бестужевские курсы и курсы Петра Францевича Лесгафта. Имела специальность учителя естествознания и географии. По идейным соображениям, после смены лютеранской веры на православную, стала работать учителем начальных классов в сельской школе Псковской губернии.
В начале 1890-х годов вышла замуж за Михаила Антоновича Круковского, тогда работавшего писарем в волостном управлении Псковской губернии. В 1890 году семья переехала в Санкт-Петербург. Вместе с супругом была редактором еженедельного школьного детского журнала «Товарищ», выпускавшегося в 1899—1904 годах. В 1903 году в качестве иллюстрированного приложения был издан альбом «Россия в картинках», состоящий из восьми выпусков.
Занималась переводами произведений писателей Западной Европы с английского, немецкого, французского языков, в том числе Виктора Гюго, Альфонса Доде, Марка Твена. Первой изданной книгой С. К. Круковской является «Астраханский край». Это учебное пособие, в котором описаны её впечатления об Астрахани и сёлах, Персидской мечети, Больших Исадах, калмыцком базаре, быте калмыков, описание киргизской степи и рыбных промыслов.
В 1904 году у Круковских наметился разрыв, после которого София Карловна жила с четырьмя детьми в имении «Чёрная мыза» в Новгородской губернии, а в 1905 году последовал развод. С 1907 по 1918 год — преподаватель географии в Тверском городском женском коммерческом училище, затем библиотекарь в рабочей библиотеке Берговской фабрики в Твери.
В начале 1920 года переехала вместе со старшим сыном в Новосибирск, где работала в библиотеке, затем осенью того же года переехала в Ташкент и работала там заведующей библиотекой им. Л. Н. Толстого (впоследствии им. М. Горького) до выхода на пенсию в 1930 году. Продолжительное время являлась председателем объединения библиотечных работников массовых библиотек Ташкента.
Скончалась 2 февраля 1943 года в Ташкенте.

## Личная жизнь
- Муж — Михаил Антонович Круковский (1856 или 1865, Режица, Витебская губерния — 1936, Ташкент), писатель, переводчик, фотограф, географ и этнограф.
- Дочь — София Михайловна Круковская (1896, Петербург — 1984, Ташкент), искусствовед.
- Сын — Всеволод Михайлович Круковский (1897, Рождественская — 21 января 1940), служащий НКВД.
- Сын — Юрий Михайлович Круковский (1901 — 12 сентября 1938), прозаик, поэт, драматург и очеркист.
- Сын — Лев Михайлович Круковский (1899, Петербург — 1943, Саратов), преподаватель.

## Публикации

### Переводы
- Гюго В. Девяносто третий год / Пер. с фр. С. К. Круковской. — СПб., 1902.
- Доде А. Прекрасная Нивернеза / Пер. с фр. С. К. Круковской. — СПб., 1899 (1910).
- Заговорщики: (Последние из рода Гортензиев): Из римской жизни времен императора Августа / С нем. переделана С. Буре. — СПб., 1896.
- Твен М. Принц и нищий: С англ.: По Марку Твену / Переделала С. Буре. — М.: товарищество И. Д. Сытина, 1895 (1899, 1900, 1903, 1908, 1918).
- Д’Эрвильи, Эрнест. Приключения доисторического мальчика: Повесть / Пер. с фр. С. К. Круковской. — [СПб.]: журн. «Товарищ», 1904.

### Сочинения
- Круковская С. К. Астраханский край. — СПб., 1904 (По родной земле).
- Круковская С. К. Великая пустыня: Описание Сахары. — СПб., 1899; 2-е изд. – СПб., 1902.
- Круковская С. К. Китай: Очерки жизни и нравов Небесной Империи. — СПб., 1900; 2-е изд. — СПб., 1904.

## Награды
- Герой Труда (1930) — за активную трудовую и общественную деятельность.